# Van Dale (patronyme)
Pour les articles homonymes, voir Van Dale.
Cette page présente le nom de famille Van Dale ainsi que ses variantes.
Van Dale est un patronyme flamand.

## Étymologie
Le patronyme Van Dale désigne une origine (nl:van:de) d'une vallée (nl:dal:vallée), comparable au français (de) la Vallée ou Duval.
Van Dalen peut aussi renvoyer à une personne originaire de Dalen, village dans la province de Drenthe.

## Variantes
- le -a- peut devenir -ae- dans le sud des Pays-Bas
- l'article de ou den peut être ajouté après le van ou le remplacer
- le mot dal peut prendre un suffixe -e, le l pouvant être doublé
- le mot indiquant l'origine (van) peut être omis

| variante | van        | van contracté | van den        | den               | contracté    |
| -------- | ---------- | ------------- | -------------- | ----------------- | ------------ |
| Dal      | Van Dal    | Vandal        | Van den Dal    | Dendal            | Vandendal    |
| Dale     | Van Dale   | Vandale       | Van den Dale   | Dendale           | Vandendale   |
| Daal     | Van Daal   | Vandaal       | Van den Daal   | Dendaal           | Vandendaal   |
| Dael     | Van Dael   | Vandael       | Van den Dael   | De Dael           | Vandendael   |
| Daul     | Van Daul   | Vandaul       | Van den Daul   | De Daul           | Vandendaul   |
| Daule    | Van Daule  | Vandaule      | Van den Daule  | De Daule          | Vandendaule  |
| Dalle    | Van Dalle  | Vandalle      | Van den Dalle  | Dendalle          | Vandendalle  |
| daale    | Van Daale  | Vandaale      | Van den Daale  | Den Daale         | Vandendaale  |
| Daele    | Van Daele  | Vandaele      | Van den Daele  | De Daele Dendaele | Vandendaele  |
| Dalen    | Van Dalen  | Vandalen      | Van den Dalen  | Den Dalen         | Vandendalen  |
| daalen   | Van Daalen | Vandaalen     | Van den Daalen | Den Daalen        | Vandendaalen |
| daelen   | Van Daelen | Vandaelen     | Van den Daelen | Den Daelen        | Vandendaelen |

D'autres variantes sont : 
- Van Dacle,
- Dindal,
- Del(e)dalle, Deldaele,
- Daldal,
- Dédal.